# Lamprotornis purpureiceps
Lamprotornis purpureiceps là một loài chim trong họ Sturnidae.